# نعمه (قرية)
نعمه هي إحدى قرى الإیرانیة. تتبع جغرافيا لمقاطعة لامرد و إداريًا لقسم جاه ورز. يبلغ تعداد سكانها 174 نسمة حسب الإحصاء الذي أجري عام 2006.